# Проскуряков Олег Альбертович

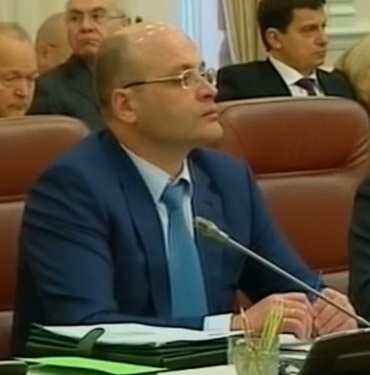
Олег Проскуряков у 2014

Олег Альбертович Проскуряко́в  (*13 лютого 1968, Топар, Казахстан) — український політик. Міністр екології та природних ресурсів України в уряді Миколи Азарова (2012—2014).

## Біографія
Народився 13 лютого 1968 року в селищі Топар у Карагандинській області, Казахстан.
1992 закінчив Київський університет Шевченка за спеціальністю інженер-геолог. Працював інженером відділу сучасного морського седиментогенезу, вступив до аспірантури Інституту геологічних наук НАН України, де студіював до 1996.
У 2006 — генеральний директор, ДП НАК «Надра України» «Кримгеологія» у місті Сімферополь.
2006—2008 — голова Державної геологічної служби Міністерства охорони навколишнього природного середовища України.
З 16 травня 2012 року — голова Державної служби геології та надр України.
24 грудня 2012 року призначений міністром екології та природних ресурсів України.
Під час Революції Гідності, 27 лютого 2014 року написав заяву про звільнення. Наступник — представник ВО «Свобода» Андрій Володимирович Мохник.
У листопаді 2014 Прокуратура України повідомила про підозру двом колишнім головам правління ПАТ "НАК «Надра України»